# Centre Paul-Strauss
Le centre Paul-Strauss est un centre régional de lutte contre le cancer à Strasbourg, en France.

## Historique
Il a été fondé en 1923.

## Moyens
Il comporte 640 salariés et traite près de 6000 patients par an. Spécialisé dans le traitement des cancers, il se dote en 2018 d'un dispositif numérique visant à prévenir les erreurs de préparation des médicaments de chimiothérapie au sein de sa pharmacie.

## Controverse
En 2018, la révélation par Le Canard enchaîné du montant de la rémunération de son nouveau directeur entraine un malaise dans la communauté médicale alsacienne,.